# Климат Чили

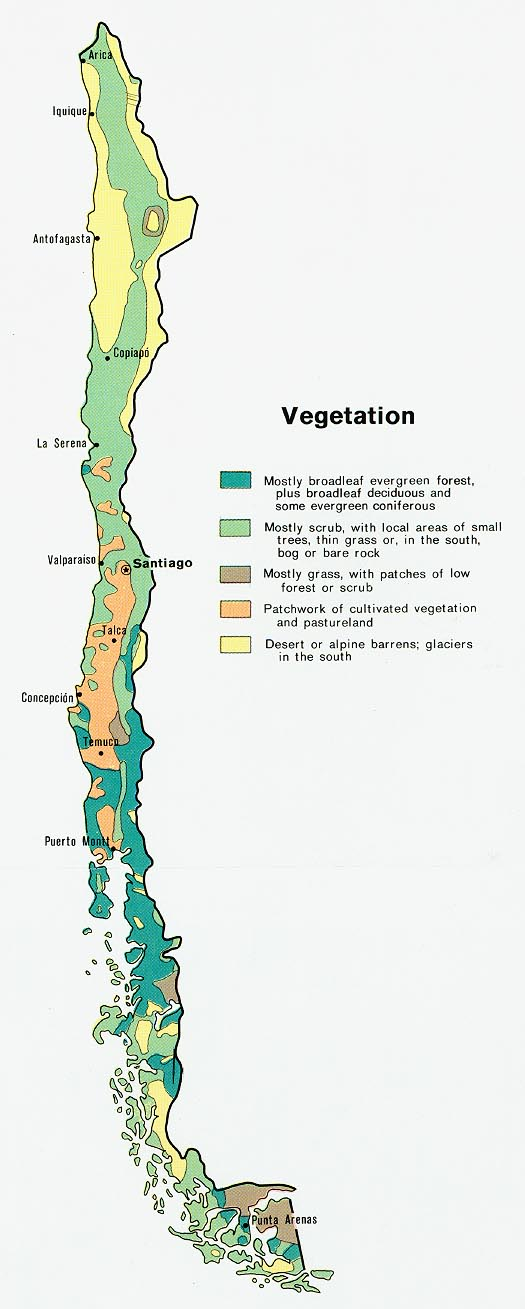
Растительный покров

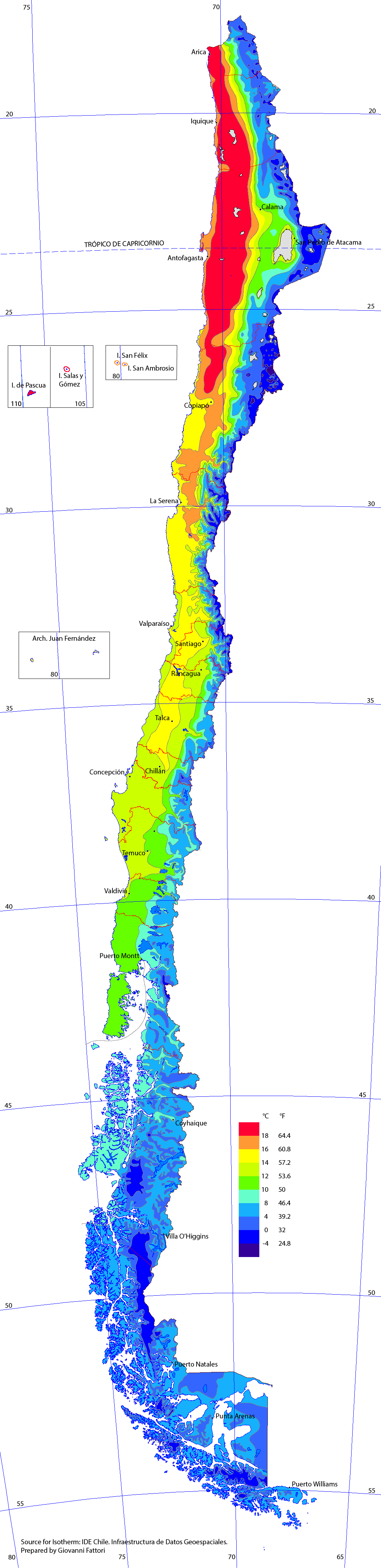
annual average temperatures of Chile

Климат Чили включает в себя широкий спектр погодных условий от края до края больших географических размеров, простирающуюся через 38° южной широты[что?]. В соответствии с системой Кеппена, Чили в пределах своих границ включает, по крайней мере, семь основных климатических подтипов, начиная от пустыни на севере и заканчивая альпийской тундрой и ледниками на востоке и юго-востоке, влажный субтропический — Остров Пасхи, океанический субтропический на юге и средиземноморский субтропический в центральной части Чили. Есть четыре сезона: лето (декабрь — февраль), осень (март — май), зима (июнь — август), и весна (сентябрь — ноябрь).
Наиболее важные факторы, которые управляют климатом в Чили, — Южно-Тихоокеанский антициклон, южная приполярная область низкого давления, холодное Перуанское течение, Чилийский прибрежный хребет и Анды. Несмотря на узость Чили, в некоторых внутренних районах могут возникать значительные колебания температуры, например, в Сан-Педро-де-Атакама. В крайнем северо-востоке и юго-востоке Чили выходит за рамки Анд в Альтиплано и равнины Патагонии, где климатические модели аналогичны тем, которые наблюдаются в Боливии и Аргентине соответственно.

## Климатограммы различных городов
| Климатограмма Икике                             | Климатограмма Икике | Климатограмма Икике | Климатограмма Икике | Климатограмма Икике | Климатограмма Икике | Климатограмма Икике | Климатограмма Икике | Климатограмма Икике | Климатограмма Икике | Климатограмма Икике | Климатограмма Икике |
| ----------------------------------------------- | ------------------- | ------------------- | ------------------- | ------------------- | ------------------- | ------------------- | ------------------- | ------------------- | ------------------- | ------------------- | ------------------- |
| Я                                               | Ф                   | М                   | А                   | М                   | И                   | И                   | А                   | С                   | О                   | Н                   | Д                   |
| 0 24,9 17,6                                     | 0 25,2 17,6         | 0 24,1 16,8         | 0 22,3 15,1         | 0.2 20,3 14,1       | 0.1 19 13,5         | 0 18 13,1           | 0 18,1 13,3         | 0 18,8 13,8         | 0 20 14,5           | 0 21,7 15,3         | 0.2 23,6 16,5       |
| Температура в °C • Сумма осадков в мм Источник: |                     |                     |                     |                     |                     |                     |                     |                     |                     |                     |                     |

| Климатограмма Антофагаста                                                                             | Климатограмма Антофагаста | Климатограмма Антофагаста | Климатограмма Антофагаста | Климатограмма Антофагаста | Климатограмма Антофагаста | Климатограмма Антофагаста | Климатограмма Антофагаста | Климатограмма Антофагаста | Климатограмма Антофагаста | Климатограмма Антофагаста | Климатограмма Антофагаста |
| --- | ------------------------- | ------------------------- | ------------------------- | ------------------------- | ------------------------- | ------------------------- | ------------------------- | ------------------------- | ------------------------- | ------------------------- | ------------------------- |
| Я | Ф                         | М                         | А                         | М                         | И                         | И                         | А                         | С                         | О                         | Н                         | Д                         |
| 0 24 17                                                                                               | 0 24 17                   | 0 23 16                   | 0 21 14                   | 0 19 13                   | 3 18 11                   | 5 17 11                   | 3 17 11                   | 0 18 12                   | 3 19 13                   | 0 21 14                   | 0 22 16                   |
| Температура в °C • Сумма осадков в мм Источник: [weather/world/city_guides/results.shtml?tt=TT001750] |                           |                           |                           |                           |                           |                           |                           |                           |                           |                           |                           |

| Климатограмма Копьяпо                           | Климатограмма Копьяпо | Климатограмма Копьяпо | Климатограмма Копьяпо | Климатограмма Копьяпо | Климатограмма Копьяпо | Климатограмма Копьяпо | Климатограмма Копьяпо | Климатограмма Копьяпо | Климатограмма Копьяпо | Климатограмма Копьяпо | Климатограмма Копьяпо |
| ----------------------------------------------- | --------------------- | --------------------- | --------------------- | --------------------- | --------------------- | --------------------- | --------------------- | --------------------- | --------------------- | --------------------- | --------------------- |
| Я                                               | Ф                     | М                     | А                     | М                     | И                     | И                     | А                     | С                     | О                     | Н                     | Д                     |
| 0.1 29,4 14,4                                   | 0 29,4 14,4           | 0.4 27,8 12,2         | 0.6 25 9,4            | 0.2 21,6 7,2          | 1.4 20,6 5            | 5.2 20,6 5            | 2.2 22,2 6,7          | 0.4 24,4 7,8          | 0.7 26,1 10           | 0 26,7 11,7           | 0 28,9 12,8           |
| Температура в °C • Сумма осадков в мм Источник: |                       |                       |                       |                       |                       |                       |                       |                       |                       |                       |                       |

| Климатограмма Сантьяго                          | Климатограмма Сантьяго | Климатограмма Сантьяго | Климатограмма Сантьяго | Климатограмма Сантьяго | Климатограмма Сантьяго | Климатограмма Сантьяго | Климатограмма Сантьяго | Климатограмма Сантьяго | Климатограмма Сантьяго | Климатограмма Сантьяго | Климатограмма Сантьяго |
| ----------------------------------------------- | ---------------------- | ---------------------- | ---------------------- | ---------------------- | ---------------------- | ---------------------- | ---------------------- | ---------------------- | ---------------------- | ---------------------- | ---------------------- |
| Я                                               | Ф                      | М                      | А                      | М                      | И                      | И                      | А                      | С                      | О                      | Н                      | Д                      |
| 0 29 12                                         | 3 29 12                | 5 27 9                 | 13 22 7                | 58 18 5                | 79 14 3                | 76 14 3                | 53 16 4                | 28 18 6                | 13 22 7                | 5 25 9                 | 5 28 11                |
| Температура в °C • Сумма осадков в мм Источник: |                        |                        |                        |                        |                        |                        |                        |                        |                        |                        |                        |

| Климатограмма Линарес                           | Климатограмма Линарес | Климатограмма Линарес | Климатограмма Линарес | Климатограмма Линарес | Климатограмма Линарес | Климатограмма Линарес | Климатограмма Линарес | Климатограмма Линарес | Климатограмма Линарес | Климатограмма Линарес | Климатограмма Линарес |
| ----------------------------------------------- | --------------------- | --------------------- | --------------------- | --------------------- | --------------------- | --------------------- | --------------------- | --------------------- | --------------------- | --------------------- | --------------------- |
| Я                                               | Ф                     | М                     | А                     | М                     | И                     | И                     | А                     | С                     | О                     | Н                     | Д                     |
| 15 30 12                                        | 11 29 12              | 23 25 9               | 55 21 6               | 186 16 6              | 211 12 5              | 160 12 3              | 127 14 4              | 68 17 5               | 49 20 7               | 29 24 9               | 16 28 12              |
| Температура в °C • Сумма осадков в мм Источник: |                       |                       |                       |                       |                       |                       |                       |                       |                       |                       |                       |

| Климатограмма Консепсьон                        | Климатограмма Консепсьон | Климатограмма Консепсьон | Климатограмма Консепсьон | Климатограмма Консепсьон | Климатограмма Консепсьон | Климатограмма Консепсьон | Климатограмма Консепсьон | Климатограмма Консепсьон | Климатограмма Консепсьон | Климатограмма Консепсьон | Климатограмма Консепсьон |
| ----------------------------------------------- | ------------------------ | ------------------------ | ------------------------ | ------------------------ | ------------------------ | ------------------------ | ------------------------ | ------------------------ | ------------------------ | ------------------------ | ------------------------ |
| Я                                               | Ф                        | М                        | А                        | М                        | И                        | И                        | А                        | С                        | О                        | Н                        | Д                        |
| 21 21 10                                        | 15 21 10                 | 20 19 9                  | 56 17 7                  | 178 14 7                 | 218 13 6                 | 222 12 4                 | 153 13 5                 | 88 14 6                  | 65 16 7                  | 41 18 8                  | 28 20 9                  |
| Температура в °C • Сумма осадков в мм Источник: |                          |                          |                          |                          |                          |                          |                          |                          |                          |                          |                          |

| Климатограмма Вальдивия                         | Климатограмма Вальдивия | Климатограмма Вальдивия | Климатограмма Вальдивия | Климатограмма Вальдивия | Климатограмма Вальдивия | Климатограмма Вальдивия | Климатограмма Вальдивия | Климатограмма Вальдивия | Климатограмма Вальдивия | Климатограмма Вальдивия | Климатограмма Вальдивия |
| ----------------------------------------------- | ----------------------- | ----------------------- | ----------------------- | ----------------------- | ----------------------- | ----------------------- | ----------------------- | ----------------------- | ----------------------- | ----------------------- | ----------------------- |
| Я                                               | Ф                       | М                       | А                       | М                       | И                       | И                       | А                       | С                       | О                       | Н                       | Д                       |
| 66 23 11                                        | 74 23 11                | 132 21 9                | 234 17 8                | 361 13 6                | 550 11 6                | 394 11 5                | 328 12 4                | 208 14 5                | 127 17 7                | 125 18 8                | 104 21 10               |
| Температура в °C • Сумма осадков в мм Источник: |                         |                         |                         |                         |                         |                         |                         |                         |                         |                         |                         |

| Климатограмма Пуэрто-Монт                       | Климатограмма Пуэрто-Монт | Климатограмма Пуэрто-Монт | Климатограмма Пуэрто-Монт | Климатограмма Пуэрто-Монт | Климатограмма Пуэрто-Монт | Климатограмма Пуэрто-Монт | Климатограмма Пуэрто-Монт | Климатограмма Пуэрто-Монт | Климатограмма Пуэрто-Монт | Климатограмма Пуэрто-Монт | Климатограмма Пуэрто-Монт |
| ----------------------------------------------- | ------------------------- | ------------------------- | ------------------------- | ------------------------- | ------------------------- | ------------------------- | ------------------------- | ------------------------- | ------------------------- | ------------------------- | ------------------------- |
| Я                                               | Ф                         | М                         | А                         | М                         | И                         | И                         | А                         | С                         | О                         | Н                         | Д                         |
| 90.1 19,6 9,4                                   | 93.3 19,2 9,1             | 98.9 17,8 8               | 143.3 15,2 6,7            | 234.1 12,7 6              | 223.8 10,7 4,1            | 228.7 10,3 3,9            | 208.5 11,1 4              | 145.9 12,8 4,2            | 120.9 14,4 5,5            | 111.9 16,6 7,2            | 103.1 18,5 8,6            |
| Температура в °C • Сумма осадков в мм Источник: |                           |                           |                           |                           |                           |                           |                           |                           |                           |                           |                           |

| Климатограмма Пуэрто-Айсен            | Климатограмма Пуэрто-Айсен | Климатограмма Пуэрто-Айсен | Климатограмма Пуэрто-Айсен | Климатограмма Пуэрто-Айсен | Климатограмма Пуэрто-Айсен | Климатограмма Пуэрто-Айсен | Климатограмма Пуэрто-Айсен | Климатограмма Пуэрто-Айсен | Климатограмма Пуэрто-Айсен | Климатограмма Пуэрто-Айсен | Климатограмма Пуэрто-Айсен |
| ------------------------------------- | -------------------------- | -------------------------- | -------------------------- | -------------------------- | -------------------------- | -------------------------- | -------------------------- | -------------------------- | -------------------------- | -------------------------- | -------------------------- |
| Я                                     | Ф                          | М                          | А                          | М                          | И                          | И                          | А                          | С                          | О                          | Н                          | Д                          |
| 190 18 8                              | 190 17,2 8                 | 210 15 7                   | 190 12 5                   | 370 9 3                    | 260 7 1                    | 280 6 1                    | 280 8 1                    | 160 10 2                   | 190 12 5                   | 170 14 6                   | 200 16 8                   |
| Температура в °C • Сумма осадков в мм |                            |                            |                            |                            |                            |                            |                            |                            |                            |                            |                            |

| Климатограмма Бальмаседа                        | Климатограмма Бальмаседа | Климатограмма Бальмаседа | Климатограмма Бальмаседа | Климатограмма Бальмаседа | Климатограмма Бальмаседа | Климатограмма Бальмаседа | Климатограмма Бальмаседа | Климатограмма Бальмаседа | Климатограмма Бальмаседа | Климатограмма Бальмаседа | Климатограмма Бальмаседа |
| ----------------------------------------------- | ------------------------ | ------------------------ | ------------------------ | ------------------------ | ------------------------ | ------------------------ | ------------------------ | ------------------------ | ------------------------ | ------------------------ | ------------------------ |
| Я                                               | Ф                        | М                        | А                        | М                        | И                        | И                        | А                        | С                        | О                        | Н                        | Д                        |
| 38 14 7                                         | 23 14 7                  | 33 12 5                  | 36 10 4                  | 33 7 2                   | 41 5 1                   | 28 4 −1                  | 31 6 1                   | 23 8 2                   | 28 11 3                  | 18 12 4                  | 36 14 6                  |
| Температура в °C • Сумма осадков в мм Источник: |                          |                          |                          |                          |                          |                          |                          |                          |                          |                          |                          |

| Климатограмма Остров Пасхи                      | Климатограмма Остров Пасхи | Климатограмма Остров Пасхи | Климатограмма Остров Пасхи | Климатограмма Остров Пасхи | Климатограмма Остров Пасхи | Климатограмма Остров Пасхи | Климатограмма Остров Пасхи | Климатограмма Остров Пасхи | Климатограмма Остров Пасхи | Климатограмма Остров Пасхи | Климатограмма Остров Пасхи |
| ----------------------------------------------- | -------------------------- | -------------------------- | -------------------------- | -------------------------- | -------------------------- | -------------------------- | -------------------------- | -------------------------- | -------------------------- | -------------------------- | -------------------------- |
| Я                                               | Ф                          | М                          | А                          | М                          | И                          | И                          | А                          | С                          | О                          | Н                          | Д                          |
| 92.2 26 21                                      | 86.9 26 21                 | 86.4 26 21                 | 117.5 24 20                | 127.9 23 19                | 102.3 21 18                | 93.9 20 17                 | 85.5 20 16                 | 84.3 21 17                 | 73.1 21 17                 | 80 23 18                   | 92.4 24 19                 |
| Температура в °C • Сумма осадков в мм Источник: |                            |                            |                            |                            |                            |                            |                            |                            |                            |                            |                            |